# La prima messa in Brasile
La prima messa in Brasile (Primeira Missa no Brasil) è un dipinto a olio realizzato dal pittore brasiliano Victor Meirelles tra il 1858 e il 1861. Oggi l'opera è conservata al museo nazionale delle belle arti di Rio de Janeiro. Si tratta di uno dei primi capolavori di Victor Meirelles ed è considerata l'opera più celebre e importante di tutta la sua produzione pittorica, se non uno dei quadri più famosi del Brasile.

## Storia

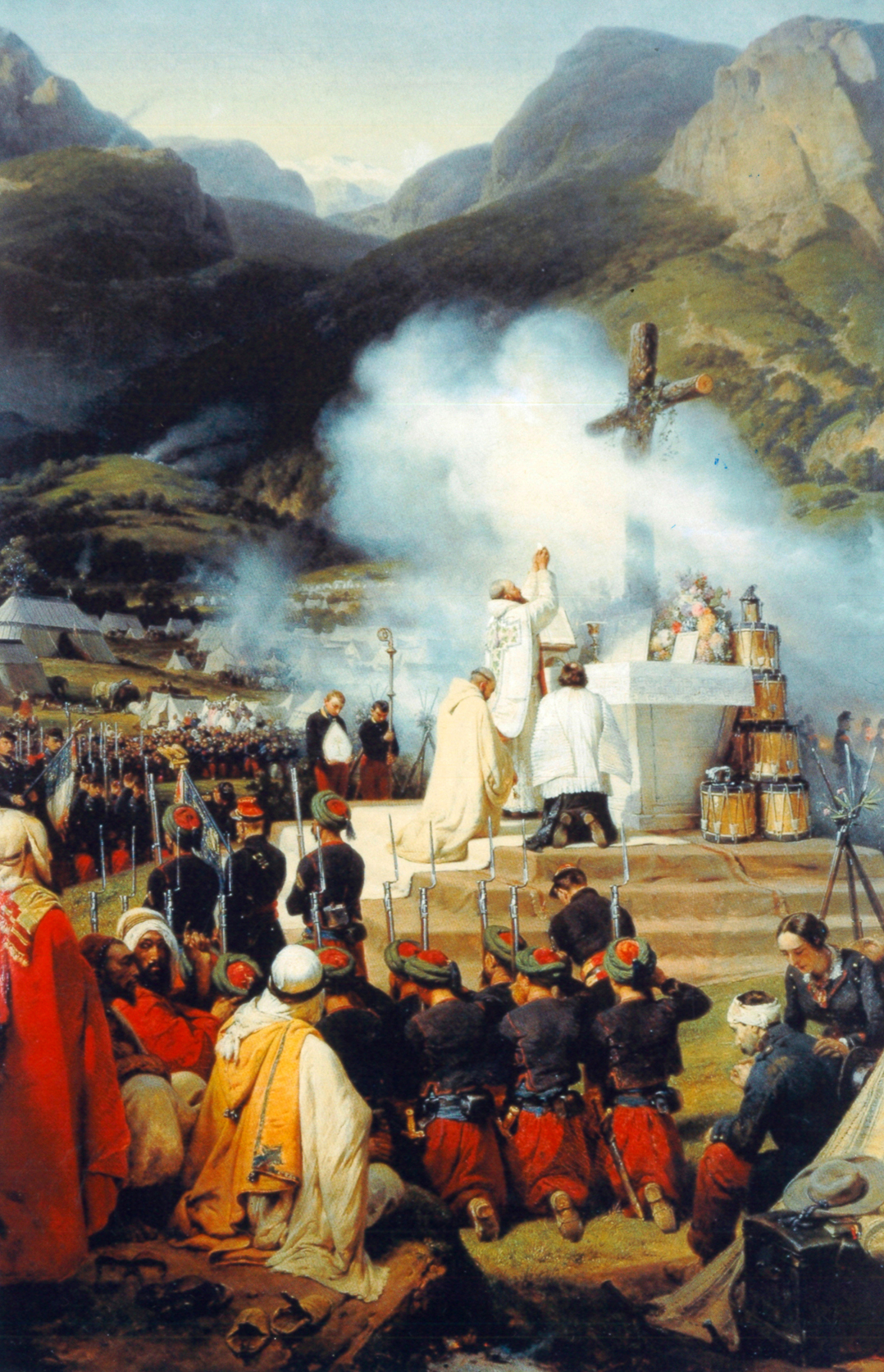
Horace Vernet, La prima messa in Cabilia, 1853

Per realizzare il dipinto, Victor Meirelles ricevette dei consigli da parte del direttore dell'accademia imperiale brasiliana e di Ferdinand Denis, direttore della biblioteca Santa Genoveffa a Parigi, dove fece delle ricerche sull'iconografia relativa agli indigeni. Per la scena centrale egli si ispirò ai dipinti La prima messa in Cabilia del pittore francese Horace Vernet (1853) e Una messa durante il Terrore di François Marius Granet (1847).
L'opera venne dipinta a Parigi tra il 1858 e il 1861, durante il suo secondo soggiorno come borsista dell'accademia imperiale di belle arti. La tela venne esposta al prestigioso Salone di Parigi del 1861, dove ottenne il plauso della giuria, un'impresa senza precedenti per un artista brasiliano, che ebbe una risonanza positiva nel suo paese. Al suo ritorno in Brasile, egli venne nominato cavaliere dell'ordine Imperiale della Rosa dall'imperatore Pietro II.
Nel 1876, il quadro venne esposto all'esposizione universale di Filadelfia, negli Stati Uniti. A causa di alcuni problemi durante il viaggio di ritorno, la tela dovette essere restaurata nel 1878, perché si era rovinata a causa di una perdita d'acqua nella stiva della nave nella quale era stata depositata. Nel 1921, in occasione dell'esposizione che celebrava il centenario dell'indipendenza brasiliana, l'opera era in uno stato pietoso e si dovette restaurare nuovamente. Degli altri restauri avvennero nel 1969 e nel 2000.

## Descrizione

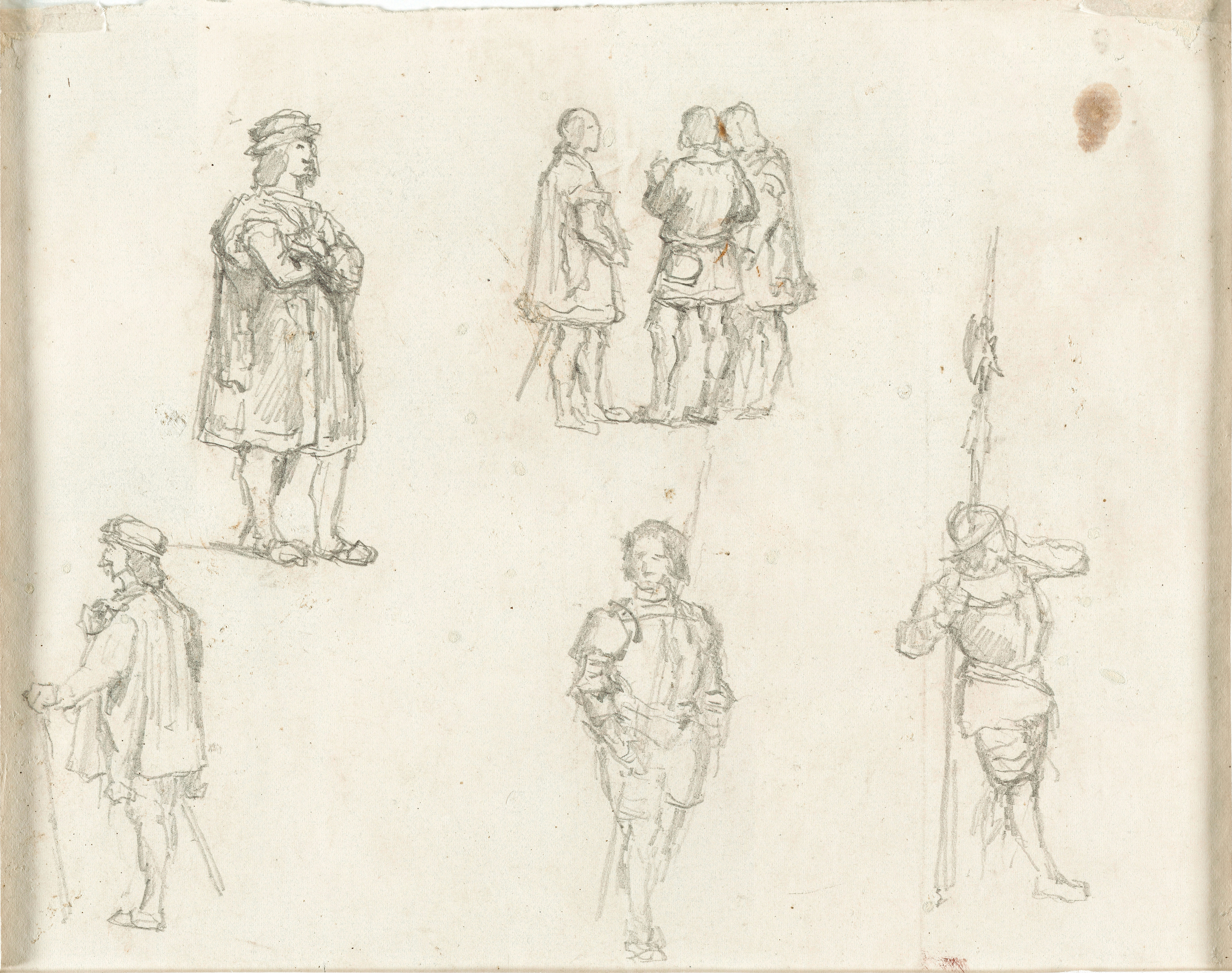
Uno studio per alcuni personaggi.

Il dipinto illustra un avvenimento che ebbe luogo il 26 aprile 1500, quando Pedro Álvares Cabral fece svolgere una messa per segnare simbolicamente la presa dell'Isola di Vera Cruz (che in realtà non era un'isola, bensì le coste del futuro Brasile) per la corona portoghese e l’instaurazione della fede cattolica. L'opera è il risultato diretto del programma nazionalista, educativo e civilizzatore di Pietro II, che attraverso le arti plastiche mirava a ricostruire visivamente i momenti salienti della storia del Brasile, cristallizzando un'identità nazionale e cercando di affermare il Brasile tra le nazioni progressiste del mondo.
Il momento è rappresentato in una composizione circolare attorno alla figura principale, il frate Henrique de Coimbra, che si trova al centro della tela e alza un calice. I gruppi rappresentati da Meirelles, indios e portoghesi, si distinguono soprattutto per il loro atteggiamento durante la messa: se i portoghesi si inginocchiano e mantengono una postura seria davanti all'altare, gli indios si arrampicano sugli alberi o si siedono per terra, parlano e sembrano sorpresi dall'evento, che non avevano mai visto prima. Nonostante le differenze tra i gruppi, tutti assistono alla messa in armonia e mostrando rispetto e concentrazione.

## Galleria d'immagini

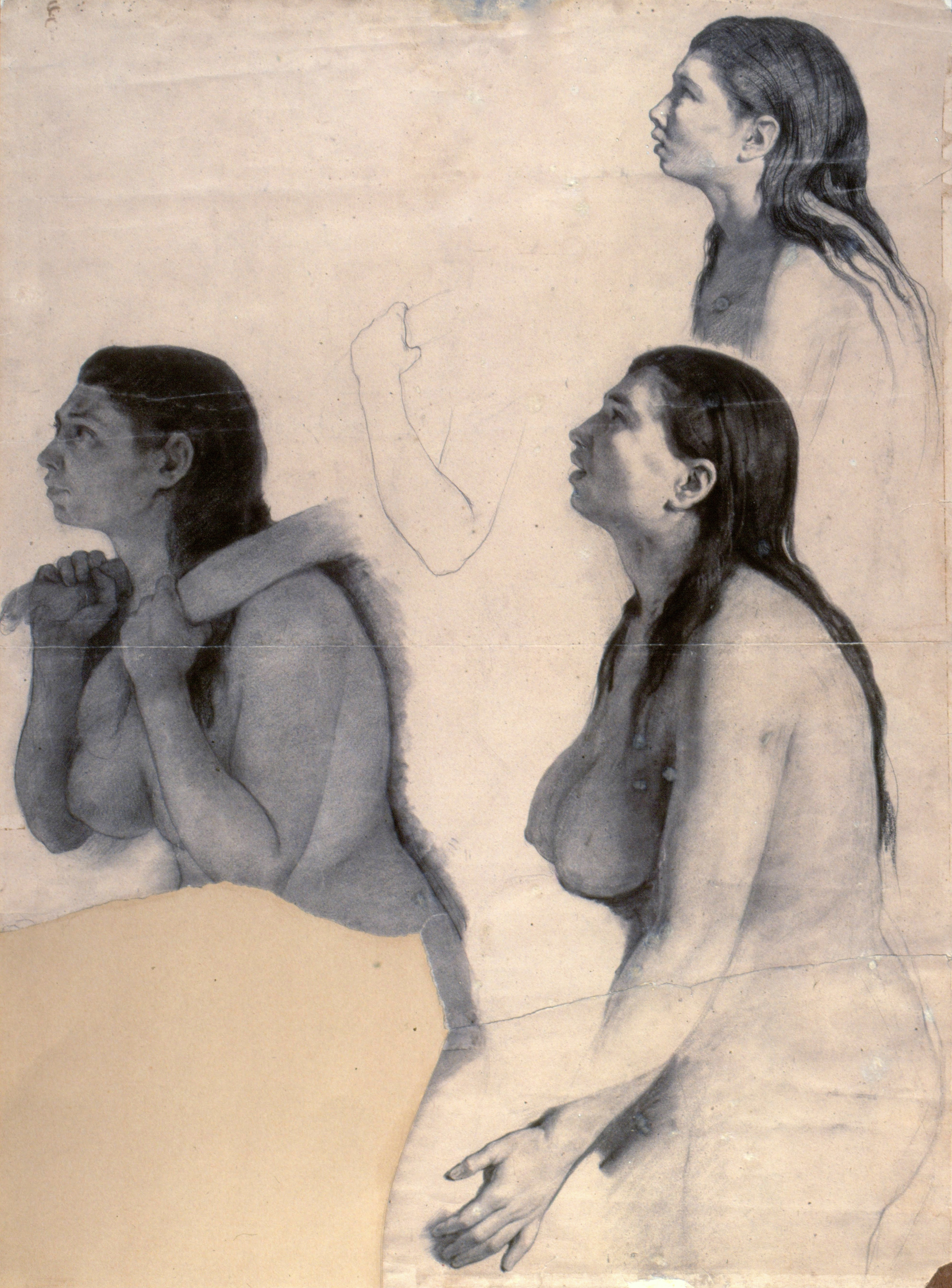
Uno studio per le indigene.
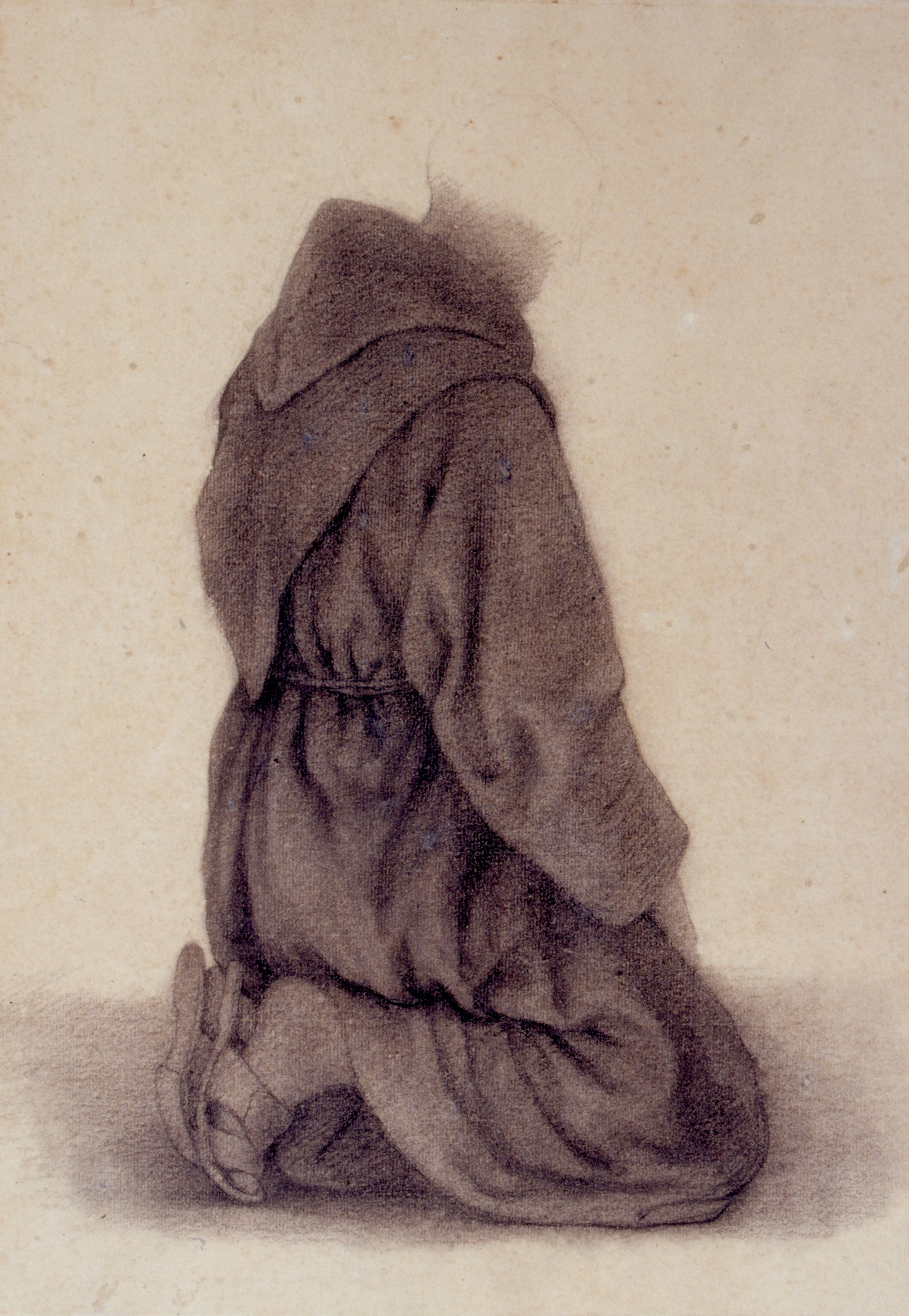
Un disegno preparatorio per un frate inginocchiato.
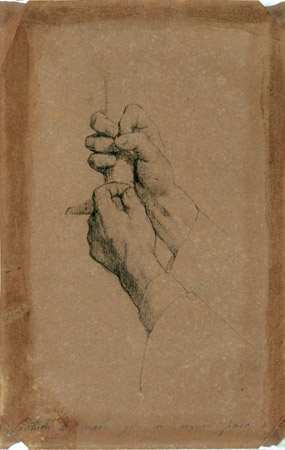
Uno studio per le mani del frate.